# Willigis de Mayence
Willigis de Mayence (° vers 940 à Schöningen, en Basse-Saxe † 23 février 1011 à Mayence) ou saint Willigise, était archevêque de Mayence.
Willigis est un saint de l'Église catholique romaine ; sa fête liturgique est le 23 février, jour anniversaire de sa mort.

## Repères biographiques
Willigis était le fils d'un homme libre mais roturier. C'est par le truchement de son mentor, l'évêque Volkold von Meissen (de) que, sans doute vers 969, il est admis à la cour d'Othon Ier. Il exerce à partir de 971 la charge de chancelier, qu'il conservera sous le règne d'Othon II. Il est élu archevêque par le chapitre de Mayence en 975. Willigis meurt à Mayence le 23 février 1011 et est inhumé dans la crypte de l'église Saint-Étienne de Mayence.

### Sa carrière
Willigis est un personnage central dans l'histoire de Mayence. Dans tout le haut Moyen Âge, il n'eut pas son pareil pour lier le destin de son diocèse à celui de l'Empire, et pour promouvoir le rayonnement de sa province ecclésiastique. Une fois élu archevêque, Willigis obtint en 975 du pape Benoît VII la primauté sur tous les autres évêques de l'Empire d'Occident dans le pouvoir temporel, ce qui faisait de lui le second personnage de l'Église latine après le pape.
En 983, il prit part à la Diète d'Empire de Vérone convoquée par Othon II, où le souverain, par la Donation de Vérone, attribua au diocèse de Mayence les régions d'Ingelheim jusqu'à Heimbach et Kaub, ainsi que les territoires de la basse vallée de la Nahe et la rive droite du Rhin. Cette donation fixait les contours du futur électorat de Mayence, que l'archevêque administrerait comme prince-électeur.
Peu avant sa mort, survenue le 7 décembre 983, Otton II avait fait couronner roi des Romains son fils âgé de trois ans sous le nom d'Othon III. Sa mère l'impératrice Théophane devait assurer la régence jusqu'à sa majorité. À la mort de la régente survenue prématurément en 991, Willigis exerça de fait la régence, jusqu'à ce qu'en 994 Othon III soit reconnu majeur. Willigis reçut plusieurs gratifications, qui firent du diocèse de Mayence l'un des plus riches de tout l'Occident chrétien.
Willigis accompagna Otton III en 996 à Rome, dans un combat pour soutenir le pape Jean XV contre les prétentions de la famille noble des Crescentii. Après la mort brutale de Jean XV, Otton proclama pape son neveu Bruno sous le nom de Grégoire V. À l'instigation de Willigis, Grégoire fut consacré nouvel évêque de Rome.
À la mort prématurée d'Otton III, le 24 janvier 1002, c'est encore par l'entremise de Willigis que le duc de Bavière Henri II put être proclamé nouveau Roi des Romains ; l'archevêque le couronna roi à Mayence le 6 juin 1002.
Willigis, homme le plus en vue de tout le Saint-Empire, fut surnommé par ses contemporains le « père des Empereurs et du Saint-Empire ».

### Le bâtisseur
Willigis est le « maître d'ouvrage de la cathédrale de Mayence », comme on le surnomme parfois (à quelques variantes près). On admet généralement que Willigis avait déjà commencé la construction de la cathédrale à son entrée en fonctions en 975. Cet édifice devait refléter la place du diocèse de Mayence au sein de l'Empire et de la Chrétienté, tout en étant « la Cathédrale » du Saint-Empire romain germanique. Sa conception est indépendante des préoccupations spirituelles. La cathédrale était si grande, qu'autrefois tous les bourgeois de Mayence pouvaient s'y installer. C'était le premier édifice d'une telle taille au nord des Alpes.
Il y a pourtant une autre théorie, selon laquelle le début de la construction ne remonterait qu'à l'année 998. Il est certain que l'année précédente, l'empereur Otton III, qui par sa nature impulsive s'était querellé avec Willigis, avait obtenu un privilège du pape. Ce privilège interdisait à l'archevêque de Mayence de célébrer la messe dans la cathédrale du sacre d'Aix-la-Chapelle, laquelle était rattachée à la Principauté de Liège et donc à la province ecclésiastique de Cologne, ce qui ôtait à Willigis le droit de sacre. Il est bien possible que Willigis, pour contourner cette décision du pape, ait fait construire une nouvelle cathédrale pour les rois d'Allemagne, à savoir la nouvelle cathédrale de Mayence.
En effet, les deux rois suivants, Henri II et Conrad II (1024) furent couronnés dans la cathédrale de Mayence. Il est établi que la cathédrale était achevée en 1009, mais le jour de sa consécration (ou peut-être la veille), un incendie s'y déclara (sans doute à cause des torches avec lesquelles on avait voulu l'illuminer). Sans se décourager, l'archevêque Willigis, âgé de 69 ans, décréta la reconstruction immédiate.
Willigis avait aussi lancé vers 990 la construction de la cathédrale Saint-Étienne à Mayence. C'est là qu'on l'inhuma en 1011, car les travaux de reconstruction de sa cathédrale, Saint-Martin, n'étaient alors pas suffisamment avancés.
Par ailleurs, Willigis fit de la basilique Saint-Martin de Bingen une cathédrale et dirigea sans doute les travaux en conséquence ; non loin de là, il fit également édifier le pont Drusus (de), un pont de pierre.

## La roue, symbole de Mayence
On dit de Willigis que son père était charron, ce que les armoiries de la ville de Mayence commémorent encore de nos jours.
« Mayence avait gravé en 1135 sur les portes de bronze que lui avait données Willigis les libertés que lui avait données Adalbert. Elle a encore les portes de bronze, mais elle n’a plus les libertés. Dans le plus profond de son histoire, Mayence a des souvenirs romains ; le tombeau de Drusus est chez elle. Elle a des souvenirs français ; Pépin, le premier roi de France qui ait été sacré, a été sacré, en 750, par un archevêque de Mayence, saint Boniface »
Victor Hugo, Le Rhin - conclusion XII.

## Littérature
- (de) « Spuren der Frühgeschichte von St. Stephan in Mainz : Ein Beitrag zu einer noch nicht geführten Diskussion », Archiv für mittelrheinische Kirchengeschichte, no 56,‎ 2004, p. 89–100
- (de) « Mainz zwischen Rom und Aachen : Erzbischof Willigis und der Bau des Mainzer Doms », Jahrbuch für west-deutsche Landesgeschichte, no 30,‎ 2004, p. 7–32.

- (de) Cet article est partiellement ou en totalité issu de l’article de Wikipédia en allemand intitulé « Willigis » (voir la liste des auteurs).